# Tiwony
Tiwony est un chanteur de reggae/dancehall français , né à Épinay-sur-Seine. Il est le fils du bassiste camerounais Vicky Edimo.

## Biographie
Son père est un bassiste camerounais de renom et sa mère, guadeloupéenne, a été étudiante en anglais, secrétaire de direction, professeure des écoles et formatrice à l'Université.
Tiwony a deux frères et deux sœurs.  
À l'âge de deux ans, il part vivre en Guadeloupe avec sa mère.
À l'âge de onze ans, il commence à travailler avec son père en home studio en Martinique.
À l'âge de 15/16 ans, il commence à mixer dans des soirées avec Fabrice "Krichoune" Custos, le frère de Medhy Custos.
À 18 ans, il retourne vivre en France métropolitaine.
À 19 ans, il participe, avec le titre Pas de Timinik, à la bande originale du film Ma 6-T va crack-er.
Il se réclame du mouvement rastafari orthodoxe.

## Discographie

### Tunes
- 2003 : Main A Yo Sal - R2D2 Riddim
- 2006 : I Grade - Aspic The Next Level[3]
- 2006 : Limé lé briquet - Axx'Dem Riddim [4]
- 2006 : Kick Kick Kick - Axx'Dem Riddim [5]
- 2006 : Bonne Aventure - Determan Mixtape [6]
- 2006 : Ghetto - Frenchy Ragga Dancehall [7]
- 2022: Ah Wa Do Dem - 7 Seal Records
- 2024: Crescendo - Evidence Music
- 2024: The Plug (with Bobby Hustler & Young Tripp) - Evidence Music